# Conus conoponderosus
Espèce
Conus conoponderosus est une espèce fossile de mollusques gastéropodes marins de la famille des Conidae.

## Taxonomie

### Publication originale
L'espèce Conus conoponderosus a été décrite pour la première fois en 1893 par le géologue, paléontologue et mycologue italien Federico Sacco (1864-1948),.